# 유우 (조유왕)
조유왕 유우(趙幽王 劉友, ? ~ 기원전 181년)는 중국 전한의 황족·제후왕이다.

## 생애
고제의 아들로, 고제 11년(기원전 196년)에 양나라 왕 팽월이 제거되면서 회양나라의 첫 왕으로 봉해졌다. 고제는 영천군을 폐지하여 회양나라에 덧붙여주었다.
혜제 원년(기원전 194년), 조나라 왕 유여의가 여태후에게 독살당하면서 후임 조왕으로 옮겨 봉해졌다. 여태후가 제후왕이 된 고제의 아들들을 제거하고 그 자리를 여씨 일족들로 채우면서 조유왕도 여태후 7년(기원전 181년)에 희생되었는데, 그 경위는 이렇다.
조유왕은 여태후의 일족 여씨를 아내로 두었으나, 사랑하지 않았고 다른 첩을 사랑했다. 아내는 여태후에게 “조왕은 '어찌 여씨가 왕이 되랴? 여후가 죽은 후 내가 반드시 그를 치리라.'라고 합니다.”라고 참소했다. 여태후에게 소환되어 장안으로 갔고, 감금되어 식량 공급이 끊어졌으며 혹시 감금을 뚫고 음식을 가져다주는 자가 있다면 사로잡혀 논죄를 당했다. 결국 조왕은 여씨의 횡포를 비난하고 저주하는 노래를 짓고 굶어죽었고, 여태후는 조왕의 장례를 평민의 예에 따르게 했다.
아들로는 유수와 유벽강이 있었으나, 여태후는 조유왕의 아들들 대신 양나라 왕으로 있던 유회를 조왕으로 삼았고, 유회가 자결하자 기어이 자기 일족인 여록을 조왕으로 삼았다.